# 給我1天
《給我1天》（英語：Just 1 Day）是2022年香港的一套愛情片，由李敏執導，王祖藍、蔡卓妍領銜主演。本片獲電影發展基金批出200萬元融資金額。

## 演員
- 王祖藍 飾 馬卓克（馬賽克）

，患漸凍症的城市速寫畫家
- 蔡卓妍 飾 陳善茹（神仙魚）

，銀行職員，馬卓克的小學同學，亦是馬卓克暗戀對象
- 黃德斌 飾 黃先生
- 湯怡 飾 Joyce
- 郭偉亮 飾 Ken
- 梁嘉琪 飾 Cherry
- 陳詠燊 飾 Paul Lau
- 謝寧 飾 周念慈（周校長）
- 鄧樹榮 飾 鄭港生（鄭Sir）
- 衛詩雅 飾 展覽參觀者
- 羅凱鈴 飾 Busker
- 胡文彪 飾 馬卓克父親

## 奬項
| 年份 | 颁奖典礼               | 奖项       | 入圍者 | 结果 |
| ---- | ---------------------- | ---------- | ------ | ---- |
| 2022 | 第十四屆澳門國際電影節 | 最佳影片   | 不適用 | 提名 |
| 2022 | 第十四屆澳門國際電影節 | 最佳編劇   | 李敏   | 提名 |
| 2022 | 第十四屆澳門國際電影節 | 最佳男主角 | 王祖藍 | 提名 |
| 2022 | 第十四屆澳門國際電影節 | 最佳女主角 | 蔡卓妍 | 提名 |
| 2022 | 第十四屆澳門國際電影節 | 最佳攝影   | 杜可風 | 提名 |

## 外部連結
- 給我1天的Facebook專頁
- 給我1天的Instagram帳戶
- 香港影庫上《給我1天》的資料（繁體中文）
- 豆瓣电影上《給我1天》的資料 （简体中文）
- 时光网上《給我1天》的資料（简体中文）
- 互联网电影数据库（IMDb）上《給我1天》的资料（英文）